# Festival Bjørnson

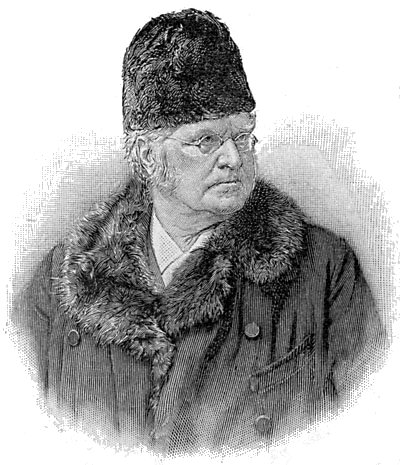
Bjørnstjerne Bjørnson

Le Festival Bjørnson, festival international de littérature, se déroule à Molde et Nesset (Norvège) chaque mois d'août depuis 1992. Il tient son nom en l'honneur du lauréat du prix Nobel de littérature Bjørnstjerne Bjørnson, qui a grandi dans la région.
En 1997, le poète Knut Ødegård, fondateur et président du festival, a ouvert le Bosquet de la Paix au King's Birch à Molde.

## Auteurs participants au festival
La liste des auteurs participants comprend Wole Soyinka, Yasar Kemal, Vigdís Finnbogadóttir, Seamus Heaney, Amos Oz, Izzat al-Ghazzawi, Bei Dao, Hans Blix and Thor Heyerdahl.
En 2011, Qiu Xiaolong, auteur chinois de romans policiers, s'est rendu au festival.